# Code Red (Sodom)
Code Red è il nono album del gruppo thrash metal tedesco Sodom, pubblicato nel 1999.

## Tracce
1. Intro
2. Code Red
3. What Hell Can Create
4. Tombstone
5. Liquidation
6. Spiritual Demise
7. Warlike Conspiracy
8. Cowardice
9. The Vice of Killing
10. Visual Buggery
11. Book Burning
12. The Wolf and the Lamb
13. Addicted to Abstinence

## Formazione
- Tom Angelripper - voce, basso
- Bernemann - chitarra
- Bobby Schottkowski - batteria